# Папа Урбан VII
Папа Урбан VII (лат. Urbanus VII; Рим, Папска држава, 4. август 1521 — Рим, 27. септембар 1590) био је поглавар Римокатоличке црква од 15. до 27. септембра 1590. године. Његова тринаестодневна владавина била је најкраћа у историји Ватикана. За наследник папе Сикста V, изабран је деветнаест дана од његове смрти, што је за тадашњи период било веома брзо. Међутим, оболовши од малерије, папа Урбан VII преминуо је тринаест дана касније, не дочекавши своје крунисање.
Током своје кратке владавине, Папа Урбан VII је остао упамћен по закону о забрани коришћења дувана у цркви. Запретио је да ће екскомуницирати сваког ко буде унео и користио дуван, што се сматра за првим законом о забрани пушења на јавним местима.